# 超訳百人一首 うた恋い。
『超訳百人一首 うた恋い。』（ちょうやくひゃくにんいっしゅ うたこい。）は、杉田圭による百人一首を題材にした日本の漫画短篇集。コミックエッセイ。2010年8月よりメディアファクトリーから描き下ろし単行本の体裁で刊行されている。

## 概要
百人一首の主に恋愛歌を題材にしたコメディ・タッチのストーリー短編漫画集。平安時代の歌の世界を、流行語や外来語を交えた可笑しみのある現代訳で、詠み人を主人公に想いや交流を描いている。
百人一首に思い入れのある編集担当者が「百人一首をもっと身近に気軽に触れて欲しい」との意図から企画したが、当初は没となり、発行にこぎ着けた初刷は8千部に過ぎなかった。しかし、作者の杉田圭は、当作品が漫画デビュー作ではあるものの、ニコニコ動画にて歴史題材のフィクション作品の手描き二次創作投稿動画で550万再生の人気を博しており、口コミを中心に売上を伸ばし、また発売当初は多くはコミックエッセイとして扱っていた書店での販売が、漫画や学習参考書のコーナーに置かれるようになったことも部数を伸ばすことに繋がり、発売4か月で7刷10万部に達し、シリーズ化されることになった。2011年4月に2巻目が発行される頃には、ドラマCDや菓子などの関連商品も展開され、2011年7月で、シリーズ累計21万部のヒットとなる。さらに2012年4月の3巻発行に合わせ、2012年7月から9月までテレビアニメが放送された。
内容は、選択した和歌（うた）の詠み人を主人公に置いた「和歌物語」と、その後のときどきに4コマ漫画の「ショートショート」、さらに当時の風俗・慣習や人物像を選者である藤原定家が解説するという体裁の「ていかメモ」で構成されている。巻末には全百人一首の一覧があるが、超訳付きは1巻のみである。

## 内容

### 超訳百人一首 うた恋い。
百人一首事始
- 登場人物：藤原定家、宇都宮頼綱

『新勅撰集』の不本意さや評判に腐る出家後の定家に、同じく出家した頼綱が個人的な百首選集を依頼するプロローグ。
和歌物語 一
- 登場人物：在原業平、藤原高子

引き裂かれた恋の馴れ初めを歌に潜ませる業平。
ちはやぶる 神代も聞かず 龍田川 からくれなゐに 水くくるとは — 『百人一首』第17番在原朝臣業平
和歌物語 二
- 登場人物：陽成院（貞明）、綏子内親王

帝位を追われた陽成院の、素直になれない想いを受け止める綏子。
筑波嶺の みねより落つる みなの川 恋ぞつもりて ふちとなりぬる — 『百人一首』第13番陽成院
和歌物語 三
- 登場人物：藤原義孝、源保光の娘、藤原道隆、藤原兼家

藤原義孝は藤原兼家に申し付けられた肝試しで源保光の娘への想いを新たにする。
君がため をしからざりし 命さへ ながくもがなと 思ひけるかな — 『百人一首』第50番藤原義孝
和歌物語 四
- 登場人物：紫式部（香子）、藤子（香子の親友）

華やかな内裏での宮仕えに気疲れしている紫式部は、結婚後会えないでいる親友の藤子に想いを馳せる。
めぐりあひて 見しやそれとも わかぬ間に 雲がくれにし 夜半の月かな — 『百人一首』第57番紫式部
和歌物語 五
- 登場人物：藤原道雅、当子内親王、中将内侍（当子の乳母）

道雅と当子の馴れ初めと恋の行方。
今はただ 思ひたえなむ とばかりを 人づてならで いふよしもがな — 『百人一首』第63番左京大夫道雅
和歌物語 六
- 登場人物：藤原定家、式子内親王、藤原俊成

式子内親王の一周忌にかつてのふたりの交流を思い出す定家。
玊のをよ たえなばたえね ながらへば 忍ることの よわりもぞする — 『百人一首』第89番式子内親王
来ぬ人を まつほの浦の 夕なぎに 焼くやもしほの 身もこがれつつ — 『百人一首』第97番権中納言定家

### 超訳百人一首 うた恋い。2
六歌仙の時代を取り上げた巻。ただし大友黒主は「ショートショート」のみ。
プロローグ
- 登場人物：喜撰法師、紀貫之

『古今和歌集』のための六歌仙の取材に、紀貫之が喜撰法師の元を訪れる。
和歌物語 一
- 登場人物：文屋康秀、在原業平

ふたりの珍妙な友情の始まり。
ふくからに 秋の草木の しをるれば むべ山風を あらしといふらむ — 『百人一首』第22番文屋康秀
和歌物語 二
- 登場人物：良岑宗貞（僧正遍昭）、吉子（小野小町）

宗貞は幼馴染の吉子の百夜通いに挑戦することになってしまう。
あまつ風 雲のかよひ路 ふきとぢよ をとめの姿 しばしとどめむ — 『百人一首』第12番僧正遍昭
和歌物語 三
- 登場人物：：在原行平、弘子（行平の妻）

行平は因幡守に任官し、弟の業平の行状に頭を悩ませつつ単身赴任することになる。
立ち別れ いなばの山の みねにおふる まつとし聞かば 今帰り来む — 『百人一首』第16番中納言行平
和歌物語 四
- 登場人物：小野小町、在原業平、文屋康秀

後宮から離れて今までの人生を振り返る小町に、ふたりの古馴染が訪ねてくる。
花の色は 移りにけりな いたづらに わが身世にふる ながめせし間に — 『百人一首』第9番小野小町
和歌物語 五
- 登場人物：喜撰法師、紀貫之

六歌仙の時代を総括する喜撰法師。
わがいほは 都のたつみ しかぞ住む 世をうぢ山と 人はいふなり — 『百人一首』第8番喜撰法師

### うた変
『うた恋。』の公式同人誌。登場人物は初巻と2巻の人物達で、4コマ構成のギャグ漫画集になっている。『月刊コミックジーン』にて、2012年5月号より同題の作品が掲載されている。

### 超訳百人一首 うた恋い。3
清少納言に焦点をあて、縁ある歌人達の過去や交流や想いを描く。
プロローグ
- 登場人物：藤原行成、藤原斉信、清少納言

蔵人頭に抜擢されたばかりの行成は、斉信に中宮定子に仕える清少納言を紹介され、意気投合する。
和歌物語 一
- 登場人物：清原元輔、清原致信、末の松山（致信の恋人）、清原諾子（清少納言）

兄の恋の行方を案じる清少納言に、父元輔は実りある人生を諭す。
ちぎりきな かたみにそでを しぼりつつ 末の松山 波こさじとは — 『百人一首』第42番清原元輔
和歌物語 二
- 登場人物：高内侍/高階貴子/儀同三司母、藤原道隆、藤原義孝

上流貴族の息子である道隆からの求婚に悩む貴子。
忘れじの 行く末までは かたければ けふを限りの 命ともがな — 『百人一首』第54番儀同三司母
和歌物語 三
- 登場人物：藤原実方、清少納言/諾子

活き活きと宮仕えする諾子の姿を好ましいと感じつつ、かつての2人の恋を思い出す実方。
かくとだに えやはいぶきの さしも草 さしもしらじな 燃ゆる思ひを — 『百人一首』第51番藤原実方
和歌物語 四
- 登場人物：清少納言、藤原行成、藤原斉信、定子

宮中で『枕草子』が評判になり始めた頃の、清少納言と行成の気の置けない交流。
夜をこめて 鳥のそら音は はかるとも よに逢坂の 関はゆるさじ — 『百人一首』第62番清少納言
和歌物語 五
- 登場人物：藤原公任、藤原行成

零落し先の見えた我が身を冷笑する公任に、仕事に情を挟むなと忠告される行成。
滝の音は たえて久しく なりぬれど 名こそ流れて なほ聞こえけれ — 『百人一首』第55番大納言公任
エピローグ
- 登場人物：藤原行成、清少納言

定子が薨去し、道長からの再出仕の誘いも断って宮中から去ることにした清少納言と行成の別れと、枕草子に託した定子への想い。

### 「うた恋い。」【異聞】 うた変。
公式同人誌の『うた変』の再録に、描き下ろしや加筆を加えた原作者自身によるパロディマンガ集。

### 超訳百人一首 うた恋い。4
藤原氏全盛期の陰に消えていった氏族の和歌を取り上げた巻。
プロローグ
- 登場人物：阿古久曾（紀貫之）、椿

内教坊で乳母がわりの女性たちに和歌や恋を教えてもらった阿古久曾が元服し、歌仙・紀貫之として誕生する。
和歌物語 一
- 登場人物：阿倍仲麻呂（安倍仲麿）、藤原清河

若くして留学生として唐に渡った仲麻呂が故郷の恋人を思う。
天の原 ふりさけ見れば 春日なる 三笠の山に いでし月かも — 『百人一首』第7番安倍仲麿
和歌物語 二
- 登場人物：小野篁、小野比右子

篁が比右子に漢籍を指南しにやってくるが、翌年、篁が遣唐使に任ぜられる。
わたの原 八十島かけて こぎいでぬと 人には告げよ あまのつりぶね — 『百人一首』第11番参議篁
和歌物語 三
- 登場人物：壬生忠岑、藤原満子

恋ができない満子がお忍びで行った春日祭で忠岑に文を送る。
ありあけの つれなく見えし 別れより あかつきばかり うきものはなし — 『百人一首』第30番壬生忠岑
モノローグ
- 在原業平、紀貫之

幼いころに紀貫之が在原業平と一族の歌会で出会った際の話。
和歌物語 四
- 登場人物：紀貫之、椿、菅原道真

大きくなった貫之が、椿の故郷の椿市に行った際に椿と再会する。
人はいさ 心も知らず ふるさとは 花ぞ昔の 香ににほひける — 『百人一首』第35番紀貫之
和歌物語 五
- 登場人物：菅原道真（菅家）、紀貫之

神頼みに行く前に椿市に寄った道真が貫之と出会う。
このたびは ぬさもとりあえず 手向山 もみぢのにしき 神のまにまに — 『百人一首』第24番菅家

## 作品リスト
- 超訳百人一首 うた恋い。：2010年8月、監修渡部泰明、メディアファクトリー、ISBN 978-4-8401-3478-1
- 超訳百人一首 うた恋い。2 ：2011年4月、メディアファクトリー、ISBN 978-4-8401-3878-9
  - 超訳百人一首 うた恋い。2 DVD付特装版：2011年4月、メディアファクトリー、ISBN 978-4-8401-3879-6
- 超訳百人一首 うた恋い。3 ：2012年4月、メディアファクトリー、ISBN 978-4-8401-4556-5
  - 超訳百人一首 うた恋い。3 DVD付特装版：2012年4月、メディアファクトリー、ISBN 978-4-8401-4557-2
- 超訳百人一首 うた変。公式個人誌、2011年
  - 超訳百人一首 「うた恋い。」【異聞】 うた変。：2012年8月、メディアファクトリー、ISBN 978-4-8401-4653-1
- 超訳百人一首 うた恋い。3 ：2013年12月、メディアファクトリー、ISBN 978-4-04-066183-4
- 超訳百人一首 「うた恋い。」【異聞】 うた変。2：2014年9月、メディアファクトリー、
  - 超訳百人一首 「うた恋い。」【異聞】 うた変。2 2015年卓上カレンダー付限定版：2014年9月、メディアファクトリー、ISBN 978-4-04-067101-7

## CD・DVD・その他
筑波嶺の想ひ出
第2巻特装版付属DVD。第1巻「和歌物語 二」の貞明と綏子の幼い頃の絵巻物語。セリフは字幕で、BGMが音声の手描き紙芝居動画。
うき世の月
第3巻特装版付属DVD。第1巻「和歌物語 五」の道雅と当子の恋の絵巻物語だが、和歌は三条院が採られている。セリフは字幕でBGMが音声の手描き紙芝居動画。
心にも あらでうき世に ながらへば 恋しかるべき 夜半の月かな — 『百人一首』第68番三条院
超訳百人一首 うた恋い。ドラマCD

## テレビアニメ
2012年にテレビ東京ほかで放送された。全13話。

### スタッフ
- 原作 - 杉田圭（メディアファクトリー刊）
- 監督 - カサヰケンイチ
- シリーズ構成 - 金春智子
- キャラクターデザイン・総作画監督 - つなきあき
- 美術監督 - 柴田千佳子
- 色彩設計 - 川上善美
- 撮影監督 - 石黒晴嗣
- 編集 - 後藤正浩
- 音楽 - 光田康典、桐岡麻季
- 音響監督 - 本山哲
- 監修 - 渡部泰明
- アニメーションプロデューサー - 皆川護
- プロデューサー - 奈良初男、高橋知子、横山朱子
- アニメーション制作 - TYOアニメーションズ
- 制作 - NAS
- 製作 - 和歌恋製作委員会（NAS、アニプレックス、テレビ東京、TYOアニメーションズ、キュー・テック）

### 担当声優
- 藤原定家 - 梶裕貴
- 宇都宮頼綱 - 下野紘
- 式子内親王 - 大原さやか
- 在原業平 - 諏訪部順一、高森奈津美（少年時代）
- 藤原高子 - 早見沙織
- 在原行平 - 遠藤大智、潘めぐみ（少年時代）
- 弘子 - 小林沙苗
- 阿保親王 - 冨田昌則
- 陽成院 / 貞明 - 森久保祥太郎、金田アキ（少年時代）
- 綏子内親王 - 宝木久美
- 良岑宗貞 - 内田夕夜
- 小野小町 - 遠藤綾
- 文屋康秀 - 千葉進歩
- 喜撰法師 - 佐藤祐四
- 大友黒主 - 下崎紘史
- 藤原基経 - 栗原功平
- 紀貫之 - 代永翼
- 藤原義孝 - 石田彰
- 藤原道隆 - 楠大典
- 藤原兼家 - 伊藤栄次
- 源保光の娘 - 潘めぐみ
- 高内侍 - 平田絵里子
- 清少納言 - 茅原実里
- 清原元輔 - 中博史
- 清原致信 - 豊永利行
- 末の松山 - 南里侑香
- 中宮定子 - 折笠富美子
- 藤原実方 - 子安武人
- 藤原行成 - 寺島拓篤
- 藤原公任 - 岸尾だいすけ
- 藤原斉信 - 曽世海司
- 藤原道長 - 檜山修之
- 紫式部 - 小林ゆう
- 藤子 - 喜多村英梨
- 赤染衛門 - 平野文
- 中宮彰子 - 佐倉綾音
- 藤原為時 - 岡部涼音
- 藤原道雅 - 木内秀信
- 当子内親王 - 花澤香菜
- 中将内侍 - 滝沢ロコ
- 三条院 - 屋良有作
- 藤原俊成 - 小川真司
- 西行法師 - 郷田ほづみ

### 主題歌
オープニングテーマ「ラブレター・フロム・何か?」
作詞・作曲 - 壺坂恵 / 編曲 - TOMI YO, ecosystem / 歌 - ecosystem
エンディングテーマ「Singin' My Lu」
作詞 - Diggy-MO', Bro.Hi / 作曲 - Diggy-MO', Shinnosuke / 編曲 - Shinnosuke, Diggy-MO' / 歌 - SOUL'd OUT

### 各話リスト
| 話数   | サブタイトル                       | 脚本       | 絵コンテ       | 演出       | 作画監督                                             |
| ------ | ---------------------------------- | ---------- | -------------- | ---------- | ---------------------------------------------------- |
| 第1話  | 高子と業平 在原業平朝臣            | 金春智子   | カサヰケンイチ | 柴田彰久   | 手島典子                                             |
| 第1話  | 行平と弘子 中納言行平              | 金春智子   | カサヰケンイチ | 柴田彰久   | 手島典子                                             |
| 第2話  | 貞明と綏子 陽成院                  | 金春智子   | 泉保良輔       | 三間カケル | 川口千里、清水空翔 近岡直                            |
| 第3話  | 宗貞と吉子 僧正遍昭                | 山田由香   | 熨斗谷充孝     | 熨斗谷充孝 | 鯉川慎平、吉岡敏幸                                   |
| 第4話  | 康秀と業平 文屋康秀                | 山田由香   | カサヰケンイチ | 左藤洋二   | 山本道隆、ホンスンヒョン 竹松一生、武田正夫 森下智恵 |
| 第5話  | 東下り 小野小町                    | 金春智子   | 安田賢司       | 白石道太   | 吉田巧介、下條祐未 福永純一                          |
| 第5話  | 貫之と喜撰 喜撰法師                | 金春智子   | 安田賢司       | 白石道太   | 吉田巧介、下條祐未 福永純一                          |
| 第6話  | うた変。+                          | 金春智子   | カサヰケンイチ | 柴田彰久   | 武田政夫、竹松一生 洪了紘                            |
| 第7話  | 義孝と源保光の娘 藤原義孝          | 森田眞由美 | 中村近世       | 中村近世   | 泉保良輔、阿部千秋 小林ゆかり                        |
| 第7話  | 高内侍と道隆 儀同三司母            | 森田眞由美 | 中村近世       | 中村近世   | 泉保良輔、阿部千秋 小林ゆかり                        |
| 第8話  | 末の松山 清原元輔                  | 山田由香   | 高林久弥       | 清水明     | 鯉川慎平、吉岡敏幸 一居一平                          |
| 第8話  | 実方と諾子 藤原実方朝臣            | 山田由香   | 高林久弥       | 清水明     | 鯉川慎平、吉岡敏幸 一居一平                          |
| 第9話  | 少納言と行成 清少納言              | 森田眞由美 | 西田正義       | 白石道太   | 吉田巧介、下條祐未 福永純一                          |
| 第10話 | 名古曽の滝 大納言公任              | 森田眞由美 | 左藤洋二       | 左藤洋二   | 手島典子、山本道隆                                   |
| 第11話 | 香子と藤子 紫式部                  | 金春智子   | 政木伸一       | 政木伸一   | 鈴木奈都子、青柳重美 山崎輝彦、松尾真彦 飯飼一幸     |
| 第12話 | 道雅と当子 左京大夫道雅            | 山田由香   | 四分一節子     | 中村近世   | 小林ゆかり、泉保良輔                                 |
| 第12話 | うき世の月 三条院                  | 山田由香   | 四分一節子     | 中村近世   | 小林ゆかり、泉保良輔                                 |
| 第13話 | 定家と式子 式子内親王 権中納言定家 | 山田由香   | カサヰケンイチ | 左藤洋二   | 手島典子、山本道隆 森植、鈴木春香 田中彩             |

### 放送局
| 放送地域       | 放送局             | 放送期間                | 放送日時           | 放送系列          | 備考                                         |
| -------------- | ------------------ | ----------------------- | ------------------ | ----------------- | -------------------------------------------- |
| 関東広域圏     | テレビ東京         | 2012年7月2日 - 9月24日  | 月曜 25:30 - 26:00 | テレビ東京系列    | 製作委員会参加                               |
| 大阪府         | テレビ大阪         | 2012年7月3日 - 9月25日  | 火曜 26:05 - 26:35 | テレビ東京系列    |                                              |
| 福岡県         | TVQ九州放送        | 2012年7月3日 - 9月25日  | 火曜 26:28 - 26:58 | テレビ東京系列    |                                              |
| 岡山県・香川県 | テレビせとうち     | 2012年7月4日 - 9月26日  | 水曜 25:50 - 26:20 | テレビ東京系列    |                                              |
| 北海道         | テレビ北海道       | 2012年7月5日 - 9月27日  | 木曜 26:30 - 27:00 | テレビ東京系列    |                                              |
| 愛知県         | テレビ愛知         | 2012年7月5日 - 9月27日  | 木曜 26:30 - 27:00 | テレビ東京系列    |                                              |
| 韓国全域       | ANIPLUS            | 2012年7月9日 - 10月1日  | 月曜 24:00 - 24:30 | CS放送 ネット配信 | リピート放送あり 韓国語字幕あり              |
| 日本全域       | AT-X               | 2012年7月10日 - 10月2日 | 火曜 11:30 - 12:00 | CS放送            | リピート放送あり 最終話は23:30 - 24:00に放送 |
| 日本全域       | ニコニコ生放送     | 2012年7月17日 - 10月9日 | 火曜 23:00 - 23:30 | ネット配信        |                                              |
| 日本全域       | ニコニコチャンネル | 2012年7月17日 - 10月9日 | 火曜 23:30 更新    | ネット配信        |                                              |

| テレビ東京 月曜25:30枠               | テレビ東京 月曜25:30枠                             | テレビ東京 月曜25:30枠 |
| 前番組                               | 番組名                                             | 次番組 |
| ------------------------------------ | -------------------------------------------------- | --- |
| 君と僕。2 （2012年4月2日 - 6月25日） | 超訳百人一首 うた恋い。 （2012年7月2日 - 9月24日） | オススメ（番宣番組） （2012年10月1日 - 11月19日） ※25:30 - 25:35となりの怪物くん （2012年10月1日 - 2012年12月24日） ※25:35 - 26:05 |

### DVD / Blu-ray Disc
2012年9月26日から2013年2月27日まで順次発売。限定版の特典として特典CD、ブックレット、スリーブケースが同梱。
| 巻数 | 発売日         | 収録話              | 規格品番  | 規格品番      | 規格品番      |
| 巻数 | 発売日         | 収録話              | BD        | DVD（限定版） | DVD（通常版） |
| ---- | -------------- | ------------------- | --------- | ------------- | ------------- |
| 1    | 2012年9月26日  | 第一話 - 第二話     | ANZX-6141 | ANZB-6141     | ANSB-6141     |
| 2    | 2012年10月24日 | 第三話 - 第四話     | ANZX-6143 | ANZB-6143     | ANSB-6143     |
| 3    | 2012年11月21日 | 第五話 - 第六話     | ANZX-6145 | ANZB-6145     | ANSB-6145     |
| 4    | 2012年12月26日 | 第七話 - 第八話     | ANZX-6147 | ANZB-6147     | ANSB-6147     |
| 5    | 2013年1月23日  | 第九話 - 第十話     | ANZX-6149 | ANZB-6149     | ANSB-6149     |
| 6    | 2013年2月27日  | 第十一話 - 第十三話 | ANZX-6151 | ANZB-6151     | ANSB-6151     |

### Fan+ Presents 「週刊 声優一首」
アニメ放送開始に合わせ、2012年7月2日からFan+にて毎週月曜日深夜2:00から配信されていた動画バラエティ番組。MCは宇都宮頼綱役の下野紘。各エピソードから毎回ゲストが登場し、1話30分で全12回。

#### ゲスト
- 梶裕貴（第一巻）
- 森久保祥太郎（第二巻）
- 内田夕夜（第三巻）
- 千葉進歩（第四巻）
- 遠藤綾（第五巻）
- 代永翼（第六巻）
- 楠大典（第七巻）
- 豊永利行（第八巻）
- 曽世海司（第九巻）
- 岸尾だいすけ（第十巻）
- 小林ゆう（第十一巻）
- 木内秀信（第十二巻）